# Ellastone
Ellastone – wieś w Anglii, w hrabstwie Staffordshire, w dystrykcie East Staffordshire. Leży 28 km na północny wschód od miasta Stafford i 201 km na północny zachód od Londynu. Miejscowość liczy 335 mieszkańców.